# Turmion Kätilöt
Turmion Kätilöt (dosłownie „Akuszerki Zniszczenia”) – fińska grupa grająca industrial metal, założona w 2003 roku przez MC Raaka Pee i DJ Vastapallo. Do momentu wydania trzeciej płyty Raaka Pee i Vastapallo tworzyli muzykę trafiającą na albumy studyjne, a pozostali członkowie udzielali się tylko na koncertach. Na trzeciej płycie pojawił się po raz pierwszy Spellgoth, jako wokalista wspierający. W 2009 zespół opuścił Vastapallo, zastąpił go Bobby Undertaker.
W 2011 wydał płytę Perstechnique, na której po raz pierwszy zagrał cały zespół.
Grupa posiadała podpisany kontrakt na nagrania ze Spinefarm Records, zerwany po konflikcie dotyczącym przychodów ze sprzedaży płyt Turmion Kätilöt. Obecnie zespół ma podpisany kontrakt z wytwórnią Osasto-A, założoną przez Raakaa Pee.
W kwietniu 2013 grupa wydała nowy singiel, a 27 września wydała swój piąty album, „Technodiktator”, poprzedzając go drugim singlem. W 2015 zespół wydał szósty album, „Diskovibrator”. W 2016 został wydany singiel zawierający reedycję utworu pochodzącego z pierwszej płyty, „Pimeyden Morsian 2016”. Grupa zapowiedziała wydanie nowego albumu „Dance Panique” na luty 2017. Zarówno „Diskovibrator”, jak i „Dance Panique” zostały poprzedzone dwoma singlami. W styczniu 2017 Spellgoth opuścił zespół. W trasie koncertowej promującej najnowszy album zastąpił go Shag-U (Saku Solin) z zespołu Fear Of Domination. Po zakończonej trasie zespół postanowił przyjąć go na stałe.
W międzyczasie zespół nagrywał utwory dla drużyn sportowych pochodzących z Kuopio: w 2009 roku 2 single dla KalPa, a w 2015 roku 1 singiel dla Kuopion Palloseura.

## Skład zespołu
Obecny
- MC Raaka Pee (Petja Turunen) – wokal
- Shag-U (Saku Solin) – wokal (2017–)
- Bobby Undertaker (Miikka Närhi) – gitara (2009–)
- Master Bates (Hannu Voutilainen) – gitara basowa
- RunQ (Janne Tolsa) – instrumenty klawiszowe
- DQ (Antero Seppänen) – perkusja

Byli członkowie
- DJ Vastapallo (Lassi Kauppinen) – gitara (2003–2009)
- Plastinen – wokal podczas koncertów (?–?)
- Spellgoth (Tuomas Rytkönen) – wokal wspierający (2003–2017)

## Dyskografia
Albumy
- Hoitovirhe (2004)
- Pirun nyrkki (2006)
- U.S.C.H! (2008)
- Perstechnique (2011)
- Technodiktator (2013)
- Diskovibrator (2015)
- Dance Panique (2017)
- Universal Satan (2018)
- Global Warning (2020)
- Omen X (2023)
- Reset (2024)

Single
- Verta Ja Lihaa / Teurastaja (2003 – tylko 100 kopii)
- Teurastaja (2003)
- Verta ja lihaa (2005)
- Pirun nyrkki (2006)
- Minä määrään (2008)
- KalPan Ukko (2009)
- Verkko Heiluu (2009)
- Ihmisixsixsix (2010)
- Jalopiina (2013)
- Pyhä Maa (2013)
- Taisteluhuuto (2015)
- Vastanaineet (2015)
- Hyvissä Höyryissä (2015)
- Pimeyden Morsian 2016 (2016)
- Surutulitus (2016)
- Itämaan Tietäjä (2016)
- Dance Panique (2017)
- Hyvää Yötä (2017)
- Sikiö (2018)
- Faster Than God (2018)
- Vihreät niityt (2019)
- Sano Kun Riittää (2020)
- Kyntövuohi (2020)
- Hengitä (2021)
- Isä Meidän (2022)
- Sormenjälki (2022)
- Kuolettavia Vammoja (2022)
- Totuus (2023)
- Schlachter (2024)
- Yksi Jumalista (2024)
- Pulssi (2024)
- Sinä 2.0 (2024)

EPki
- Niuva 20 (2005)

Kompilacje
- Mitä näitä nyt oli (2012)